# فهرست مربیان برنده جام جهانی باشگاه‌ها
جام جهانی باشگاه‌ها یک رقابت بین‌المللی فوتبال است که توسط فدراسیون بین‌المللی فوتبال (فیفا)، نهاد جهانی این ورزش برگزار می‌شود. این مسابقات برای اولین بار به عنوان مسابقات قهرمانی باشگاه‌های جهان ۲۰۰۰ برگزار شد. بین سال‌های ۲۰۰۱ و ۲۰۰۴ به دلایل مختلف، مهم‌تر از همه سقوط شریک بازاریابی فیفا برگزار نشد. پس از تغییر در فرمت که باعث شد مسابقات قهرمانی باشگاه‌های جهان با جام بین قاره‌ای ادغام شود، مسابقات در سال ۲۰۰۵ دوباره راه‌اندازی شد و نام فعلی خود را در فصل پس از آن انتخاب کرد.
فرمت فعلی این مسابقات که از زمان اصلاح این رقابت‌ها پیش از نسخه ۲۰۲۵ مورد استفاده قرار می‌گیرد، شامل ۳۲ تیم است که برای کسب عنوان قهرمانی در ورزشگاه‌های کشور میزبان رقابت می‌کنند؛ ۱۲ تیم از اروپا، ۶ تیم از آمریکای جنوبی، ۴ تیم از آسیا، ۴ تیم از آفریقا، ۴ تیم از آمریکای شمالی، مرکزی و کارائیب، ۱ تیم از اقیانوسیه و ۱ تیم از کشور میزبان. تیم‌ها در هشت گروه چهار تیمی قرار می‌گیرند که هر تیم سه بازی مرحله گروهی را به صورت نوبت‌گردشی انجام می‌دهد. دو تیم برتر هر گروه به مرحله حذفی راه پیدا می‌کنند که از مرحله یک هشتم نهایی شروع می‌شود و با فینال به پایان می‌رسد.
پپ گواردیولا اولین سرمربی‌ای بود که در چهار نوبت قهرمان مسابقات شد. او در سال ۲۰۰۹ و ۲۰۱۱ باشگاه اسپانیایی بارسلونا را با موفقیت به مقام قهرمانی رساند، در سال ۲۰۱۳ مربی تیم آلمانی بایرن مونیخ بود تا قهرمان شود، و در سال ۲۰۲۳ تیم انگلیسی منچستر سیتی را به قهرمانی رساند.. کارلو آنچلوتی نیز سه عنوان قهرمانی را کسب کرده است: یک بار با میلان در سال ۲۰۰۷ و دو بار با رئال مادرید در سال‌های ۲۰۱۴ و ۲۰۲۲. زین‌الدین زیدان (در سال‌های ۲۰۱۶ و ۲۰۱۷) دو عنوان قهرمانی را کسب کرده است و ده مربی دیگر هر کدام یک بار قهرمان این رقابت‌ها شده‌اند. انزو مارسکا جدیدترین مربی است که جام جهانی باشگاه‌ها را فتح کرده است و این کار را با چلسی در نسخه ۲۰۲۵ انجام داده است.

## فهرست سرمربی‌ها در فینال
مربیان برزیلی، اسپانیایی و آلمانی رکورد مشترک بیشترین حضور متوالی مربیان برنده را دارند که هر کدام سه پیروزی متوالی داشته‌اند. یک مربی برزیلی در سال‌های ۲۰۰۰، ۲۰۰۵ و ۲۰۰۶ فینال را برد، یک مربی اسپانیایی در سال‌های ۲۰۰۹، ۲۰۱۰ و ۲۰۱۱ این کار را انجام داد، در حالی که یک مربی آلمانی در سال‌های ۲۰۱۹، ۲۰۲۰ و ۲۰۲۱ این کار را انجام داد. مدیران اسپانیایی نیز بیشترین تعداد فینال‌ها را با پنج برد (سه مورد فوق‌الذکر به علاوه در سال‌های ۲۰۱۳ و ۲۰۱۵) برده‌اند.
رافائل بنیتز از اسپانیا اولین مربی‌ای شد که با یک باشگاه خارجی به فینال جام باشگاه‌های جهان رسید، زمانی که تیم انگلیسی لیورپول در فینال سال ۲۰۰۵ تحت رهبری او شکست خورد. او در دو نوبت دیگر تیم‌های خارجی را به فینال رساند، در سال ۲۰۱۰ با تیم اینتر میلان ایتالیا پیروز شد و در سال ۲۰۱۲ با تیم انگلیسی چلسی شکست خورد. سر الکس فرگوسن، پپ گواردیولا، کارلو آنچلوتی، زین‌الدین زیدان، سانتیاگو سولاری، یورگن کلوپ و توماس توخل دیگر مربیانی هستند که یک باشگاه خارجی را به فینال رساندند و آنچلوتی (۲۰۱۴ و ۲۰۲۲) و زیدان (۲۰۱۶ و ۲۰۱۷) تنها مربیانی هستند که این کار را در موارد متعدد انجام دادند، هردو همه در حین مدیریت رئال مادرید.
همراه با آنچلوتی و زیدان، گواردیولا تنها مربی دیگری است که یک باشگاه را در بیش از یک بار به فینال رسانده است (سال‌های ۲۰۰۹ و ۲۰۱۱ با بارسلونا). او همچنین در سال ۲۰۱۳ به عنوان مربی بایرن مونیخ، فینال را برد و به اولین سرمربی‌ای تبدیل شد که ۳ بار جام را برده است.
سال ۲۰۰۰ تنها سالی بود که دو سرمربی از دو تیم مختلف اما با یک ملیت (برزیل) روبروی هم قرار گرفتند.
| فینال | کشور     | سرمربی            | باشگاه         | کشور        | سرمربی           | باشگاه        | منبع   |
| فینال | قهرمان   | قهرمان            | قهرمان         | نایب قهرمان | نایب قهرمان      | نایب قهرمان   | منبع   |
| ----- | -------- | ----------------- | -------------- | ----------- | ---------------- | ------------- | ------ |
| ۲۰۰۰  | برزیل    | اسوالدو د الیویرا | کورینتیانس     | برزیل       | آنتونیو لوپز     | واسکو دوگاما  | [ ۱۱ ] |
| ۲۰۰۵  | برزیل    | پائولو آتوئوری    | سائو پائولو    | اسپانیا     | رافائل بنیتز     | لیورپول       | [ ۵ ]  |
| ۲۰۰۶  | برزیل    | آبل براگا         | اینترناسیونال  | هلند        | فرانک ریکارد     | بارسلونا      | [ ۶ ]  |
| ۲۰۰۷  | ایتالیا  | کارلو آنچلوتی     | میلان          | آرژانتین    | میگوئل آنخل روسو | بوکا جونیورز  | [ ۱۲ ] |
| ۲۰۰۸  | اسکاتلند | الکس فرگوسن       | منچستر یونایتد | آرژانتین    | ادگاردو بائوسا   | ال‌دی‌یو کیتو   | [ ۷ ]  |
| ۲۰۰۹  | اسپانیا  | پپ گواردیولا      | بارسلونا       | آرژانتین    | آلخاندرو سابه‌یا  | استودیانتس    | [ ۹ ]  |
| ۲۰۱۰  | اسپانیا  | رافائل بنیتز      | اینتر میلان    | سنگال       | لامین ندایه      | تی‌پی مازمبه   | [ ۸ ]  |
| ۲۰۱۱  | اسپانیا  | پپ گواردیولا      | بارسلونا       | برزیل       | موریسی رامالو    | سانتوس        | [ ۱۰ ] |
| ۲۰۱۲  | برزیل    | تیته              | کورینتیانس     | اسپانیا     | رافائل بنیتز     | چلسی          | [ ۱۳ ] |
| ۲۰۱۳  | اسپانیا  | پپ گواردیولا      | بایرن مونیخ    | تونس        | فوزی البنزرتی    | الرجا         |        |
| ۲۰۱۴  | ایتالیا  | کارلو آنچلوتی     | رئال مادرید    | آرژانتین    | ادگاردو بائوسا   | سن لورنسو     |        |
| ۲۰۱۵  | اسپانیا  | لوییس انریکه      | بارسلونا       | آرژانتین    | مارچلو گالاردو   | ریور پلاته    |        |
| ۲۰۱۶  | فرانسه   | زین‌الدین زیدان    | رئال مادرید    | ژاپن        | ماساتادا ایشیی   | کاشیما آنتلرز |        |
| ۲۰۱۷  | فرانسه   | زین‌الدین زیدان    | رئال مادرید    | برزیل       | ریناتو گوچو      | گرمیو         |        |
| ۲۰۱۸  | آرژانتین | سانتیاگو سولاری   | رئال مادرید    | کرواسی      | زوران مامیچ      | العین         |        |
| ۲۰۱۹  | آلمان    | یورگن کلوپ        | لیورپول        | پرتغال      | ژرژه ژسوس        | فلامینگو      |        |
| ۲۰۲۰  | آلمان    | هانسی فلیک        | بایرن مونیخ    | برزیل       | ریکاردو فرتی     | اونال         |        |
| ۲۰۲۱  | آلمان    | توماس توخل        | چلسی           | پرتغال      | آبل فریرا        | پالمیراس      |        |
| ۲۰۲۲  | ایتالیا  | کارلو آنچلوتی     | رئال مادرید    | آرژانتین    | رامون دیاز       | الهلال        | [ ۱۴ ] |
| ۲۰۲۳  | اسپانیا  | پپ گواردیولا      | منچستر سیتی    | برزیل       | فرناندو دینیز    | فلومیننزه     |        |
| ۲۰۲۵  | ایتالیا  | انزو مارسکا       | چلسی           | اسپانیا     | لوییس انریکه     | پاری سن-ژرمن  |        |

## نتایج بر پایه سرمربی
پپ گواردیولا تنها مربی ای هست که چهار بار قهرمان جام باشگاه‌های جهان شده و پس از او کارلو آنچلوتی سه بار قهرمان جام باشگاه های جهان شده است. گواردیولا دو بار با بارسلونا و یک بار با بایرن مونیخ‌ و یک بار با منچسترسیتی پیروز شد، در حالی که آنچلوتی یک بار با میلان و دو بار با رئال مادرید پیروز شد. رافائل بنیتز، در کنار آنچلوتی و گواردیولا، رکورد بیشترین حضور در فینال را در اختیار دارد و باشگاه‌های انگلیسی لیورپول و چلسی و همچنین باشگاه ایتالیایی اینتر میلان را به یک فینال رساند. لامین ندایه از سنگال در سال ۲۰۱۰، فوزی البنزرتی از تونس در سال ۲۰۱۳ و ماساتادا ایشیی از ژاپن در سال ۲۰۱۶ تنها سرمربیان غیر اروپایی/آمریکای جنوبی بودند که در فینال حضور داشتند. سه سرمربی فوق‌الذکر، و همچنین زوران مامیچ در سال ۲۰۱۸، ریکاردو فرتی در سال ۲۰۲۰ و رامون دیاز در سال ۲۰۲۲، تنها کسانی هستند که باشگاهی خارج از اروپا و آمریکای جنوبی را به فینال هدایت کرده‌اند.
| سرمربی            | قهرمانی | نایب قهرمانی | سال‌های قهرمانی         | سال‌های نایب قهرمانی |
| ----------------- | ------- | ------------ | ---------------------- | ------------------- |
| پپ گواردیولا      | ۴       | ۰            | ۲۰۰۹، ۲۰۱۱، ۲۰۱۳، ۲۰۲۳ | —                   |
| کارلو آنچلوتی     | ۳       | ۰            | ۲۰۰۷، ۲۰۱۴، ۲۰۲۲       | —                   |
| زین‌الدین زیدان    | ۲       | ۰            | ۲۰۱۶، ۲۰۱۷             | —                   |
| رافائل بنیتز      | ۱       | ۲            | ۲۰۱۰                   | ۲۰۰۵، ۲۰۱۲          |
| لوییس انریکه      | ۱       | ۱            | ۲۰۱۵                   | ۲۰۲۵                |
| اسوالدو د الیویرا | ۱       | ۰            | ۲۰۰۰                   | —                   |
| پائولو آتوئوری    | ۱       | ۰            | ۲۰۰۵                   | —                   |
| آبل براگا         | ۱       | ۰            | ۲۰۰۶                   | —                   |
| الکس فرگوسن       | ۱       | ۰            | ۲۰۰۸                   | —                   |
| تیته              | ۱       | ۰            | ۲۰۱۲                   | —                   |
| سانتیاگو سولاری   | ۱       | ۰            | ۲۰۱۸                   | —                   |
| یورگن کلوپ        | ۱       | ۰            | ۲۰۱۹                   | —                   |
| هانسی فلیک        | ۱       | ۰            | ۲۰۲۰                   | —                   |
| توماس توخل        | ۱       | ۰            | ۲۰۲۱                   | —                   |
| انزو مارسکا       | ۱       | ۰            | ۲۰۲۵                   | —                   |
| ادگاردو بائوسا    | ۰       | ۲            | —                      | ۲۰۰۸، ۲۰۱۴          |
| آنتونیو لوپز      | ۰       | ۱            | —                      | ۲۰۰۰                |
| فرانک ریکارد      | ۰       | ۱            | —                      | ۲۰۰۶                |
| میگوئل آنخل روسو  | ۰       | ۱            | —                      | ۲۰۰۷                |
| آلخاندرو سابه‌یا   | ۰       | ۱            | —                      | ۲۰۰۹                |
| لامین ندایه       | ۰       | ۱            | —                      | ۲۰۱۰                |
| موریسی رامالو     | ۰       | ۱            | —                      | ۲۰۱۱                |
| فوزی البنزرتی     | ۰       | ۱            | —                      | ۲۰۱۳                |
| مارچلو گالاردو    | ۰       | ۱            | —                      | ۲۰۱۵                |
| ماساتادا ایشیی    | ۰       | ۱            | —                      | ۲۰۱۶                |
| ریناتو گوچو       | ۰       | ۱            | —                      | ۲۰۱۷                |
| زوران مامیچ       | ۰       | ۱            | —                      | ۲۰۱۸                |
| ژرژه ژسوس         | ۰       | ۱            | —                      | ۲۰۱۹                |
| ریکاردو فرتی      | ۰       | ۱            | —                      | ۲۰۲۰                |
| آبل فریرا         | ۰       | ۱            | —                      | ۲۰۲۱                |
| رامون دیاز        | ۰       | ۱            | —                      | ۲۰۲۲                |
| فرناندو دینیز     | ۰       | ۱            | —                      | ۲۰۲۳                |

## نتایج بر پایه کشور
سرمربیان اسپانیایی بیشترین موفقیت را در این رقابت‌ها داشته‌اند و در مجموع در هفت بازی فینال پنج عنوان کسب کرده‌اند. مدیران برزیلی چهار عنوان، مربیان آلمانی و ایتالیایی هر کدام سه عنوان، مدیران فرانسوی دو عنوان و یک مربی اسکاتلندی یک بار این عنوان را کسب کرده‌اند. مدیران آرژانتینی رکورد مشکوک بیشترین باخت در فینال را با ۶ شکست از جمله شکست در سه دوره متوالی دارند. یک مربی از آرژانتین تنها در یک مورد برنده این رقابت شده است.
| کشور     | فینالیست | قهرمانی | نایب قهرمانی |
| -------- | -------- | ------- | ------------ |
| اسپانیا  | ۹        | ۶       | ۳            |
| برزیل    | ۹        | ۴       | ۵            |
| ایتالیا  | ۴        | ۴       | ۰            |
| آلمان    | ۳        | ۳       | ۰            |
| فرانسه   | ۲        | ۲       | ۰            |
| آرژانتین | ۷        | ۱       | ۶            |
| اسکاتلند | ۱        | ۱       | ۰            |
| پرتغال   | ۲        | ۰       | ۲            |
| کرواسی   | ۱        | ۰       | ۱            |
| ژاپن     | ۱        | ۰       | ۱            |
| هلند     | ۱        | ۰       | ۱            |
| سنگال    | ۱        | ۰       | ۱            |
| تونس     | ۱        | ۰       | ۱            |

## نتایج بر پایه قاره
مدیران اروپایی با مجموع سیزده عنوان موفق‌ترین هستند. همتایان آمریکای جنوبی آنها با ۵ عنوان قهرمانی در رده دوم قرار دارند، در حالی که آفریقا دو مربی داشته است که یک باشگاه را به فینال هدایت کرده‌اند و آسیا نیز یک مربی داشته است.
| قاره          | فینالیست | قهرمانی | نایب قهرمانی |
| ------------- | -------- | ------- | ------------ |
| اروپا         | ۲۳       | ۱۶      | ۷            |
| آمریکای جنوبی | ۱۶       | ۵       | ۱۱           |
| آفریقا        | ۲        | ۰       | ۲            |
| آسیا          | ۱        | ۰       | ۱            |